# The Quicksands
The Quicksands è un cortometraggio muto del 1914 diretto da Christy Cabanne (con il nome W. Christy Cabanne).
Nello stesso anno, in giugno, uscì - prodotto dalla Kalem - The Quicksands diretto da George Melford

## Produzione
Il film fu prodotto dalla Majestic Motion Picture Company.

## Distribuzione
Distribuito dalla Mutual Film, il film - un cortometraggio in una bobina - uscì nelle sale cinematografiche statunitensi il 1º maggio 1914.